# 帕蒂·肯普纳
帕蒂·肯普纳（英語：Patty Kempner，1942年8月24日—），美国女子游泳运动员，主攻蛙泳和混合泳。她曾代表美国参加1960年夏季奥林匹克运动会游泳比赛，获得女子4×100米混合泳接力金牌。